# يو إف سي: قاتل من أجل القوات 3
يو إف سي: قاتل من أجل القوات 3 (بالإنجليزية: UFC: Fight for the Troops 3)‏ هو حدث لفنون القتال المختلطة نظمته يو إف سي، أُقيم في 6 نوفمبر 2013، على فورت كامبل في فورت كامبل نورث، كنتاكي، الولايات المتحدة.